# 大馬士革 (馬里蘭州)
大馬士革（英語：Damascus）是位於美國馬里蘭州蒙哥馬利縣的一個普查規定居民點。

## 人口
根據2020年美國人口普查的數據，大馬士革的面積為36.95平方千米，當中陸地面積為36.89平方千米，而水域面積為0.06平方千米。當地共有人口17224人，而人口密度為每平方千米466.14人。